# Glocke (Cabariot)

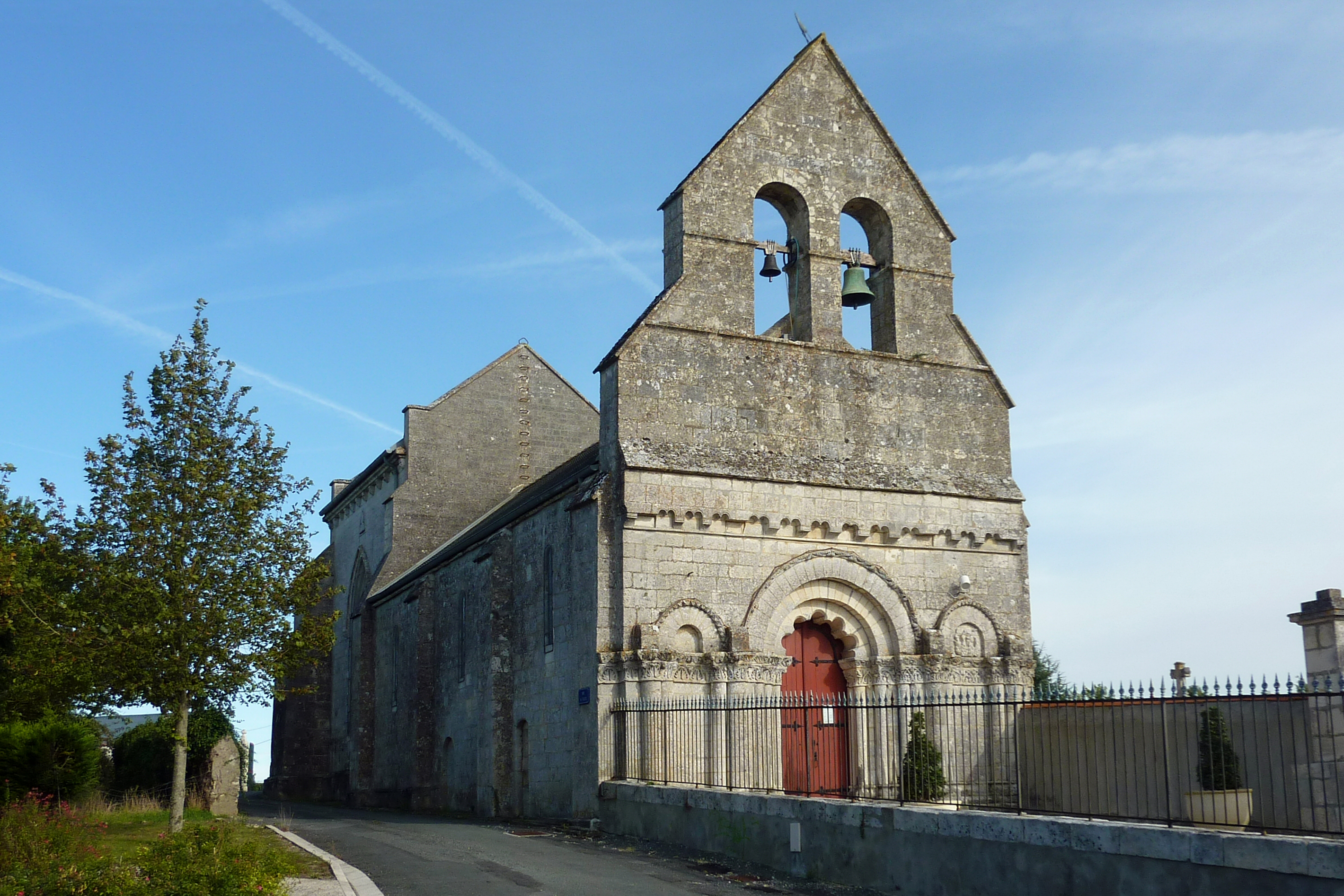
Kirche St-Clément in Cabariot

Die Glocke in der Kirche St-Clément in Cabariot, einer französischen Gemeinde  im Département Charente-Maritime der Region Nouvelle-Aquitaine, wurde 1699 gegossen. Die Kirchenglocke aus Bronze ist seit 2013 als Monument historique klassifiziert. 
Sie trägt folgende Inschrift: „AU NOM DE DIEU, SUIS ÉTÉ FAISTE“.